# Master Chief Petty Officer de l'United States Coast Guard
Le grade de Master Chief Petty Officer of the Coast Guard (MCPOCG) est un grade unique de l'United States Coast Guard qui se range parmi ceux des officiers mariniers.
Le titulaire de ce rang porte le plus haut grade des enlisted de la garde côtière, grade qui équivaut à celui de Master Chief Petty Officer of the Navy, Sergeant Major of the Marine Corps, Sergeant Major of the Army, Chief Master Sergeant of the Air Force, et de Senior Enlisted Advisor to the Chairman of the Joint Chiefs of Staff et est considéré par le protocole comme l'équivalent d'un vice-amiral si l'on considère l'ordre de préséance.
Le MCPOCG est nommé par le commandant de l'United States Coast Guard dans le but de servir de porte-parole pour les enlisted du Coast Guard et également de relai entre ces militaires et les dirigeants de la composante. Le MCPOCG est en outre un assistant de ce commandant. Le rôle de cet officier marinier est majoritairement de visiter les différentes bases et navires du Coast Guard à travers le monde dans le but de converser et d'observer les militaires qui la composent, mais également de rencontrer les familles de ces marins.
La durée de mandat équivaut à quatre années correspondant exactement aux quatre années de mandat du commandant de l'United States Coast Guard.
Le premier officier à se voir attribuer ce grade est Charles Calhoun. L'actuel mandataire en est Heath B. Jones.

## Liste des titulaires

### Tableau

Insigne de Master Chief Petty Officers of the Coast Guard.

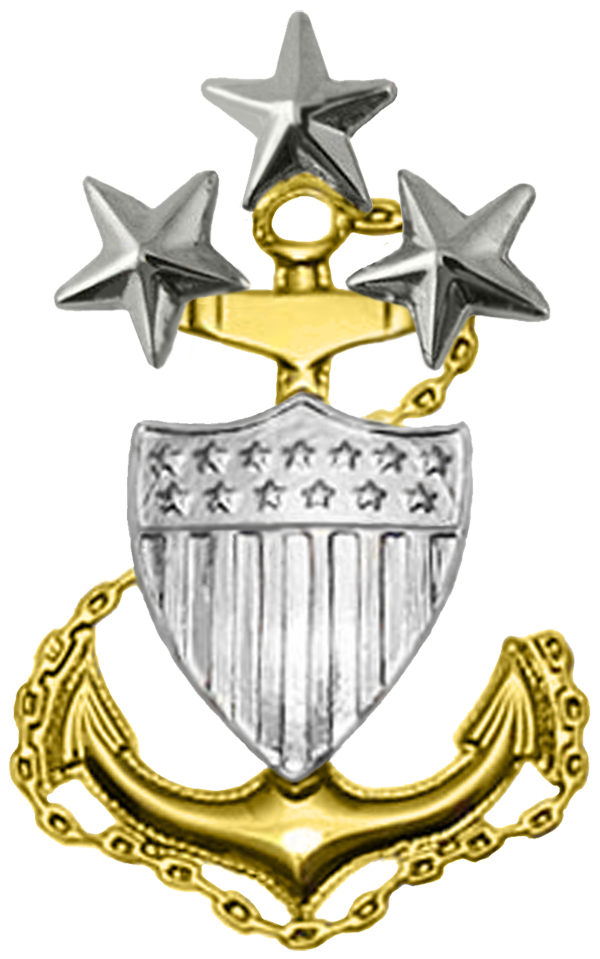
Barrette de MCPOCG.

| Numéro | Photo | Nom                   | Période         |
| ------ | ----- | --------------------- | --------------- |
| 1      |       | Charles Calhoun       | 1969 - 1973     |
| 2      |       | Philip F. Smith       | 1973 - 1977     |
| 3      |       | Hollis B. Stephens    | 1977 - 1981     |
| 4      |       | Carl W. Constantine   | 1981 - 1986     |
| 5      |       | Allen Thiele          | 1986 - 1990     |
| 6      |       | R. Jay Lloyd          | 1990 - 1994     |
| 7      |       | Eric A. Trent         | 1994 - 1998     |
| 8      |       | Vincent W. Patton III | 1998 - 2002     |
| 9      |       | Frank A. Welch        | 2002 - 2006     |
| 10     |       | Charles W. Bowen      | 2006 - 2010     |
| 11     |       | Michael P. Leavitt    | 2010 - 2014     |
| 12     |       | Steven W. Cantrell    | 2014 - 2018     |
| 13     |       | Jason M. Vanderhaden  | 2018 - 2022     |
| 14     |       | Heath B. Jones        | 2022 - en cours |